# Synagoga chasydów z Chabad-Lubawicz w Mikołajowie
Synagoga chasydów z Chabad-Lubawicz w Mikołajowie (ros. Cинагога "Хабад любавич") – synagoga znajdująca się w Mikołajowie na Ukrainie przy ulicy Karla Liebknechta 15.
Synagoga została zbudowana w 1877 roku z inicjatywy chasydów z Chabad-Lubawicz, zwolenników cadyków z rodu Schneersohnów. W 1934 roku władze wydały decyzje o jej zamknięciu, umieszczając w niej później dom kultury. W 1995 roku budynek został zwrócony gminie żydowskiej, która ponownie dostosowała go do funkcji religijnych.